# Mondreville (Seine-et-Marne)
Mondreville település Franciaországban, Seine-et-Marne megyében. Lakosainak száma 330 fő (2022. január 1.). Mondreville Sceaux-du-Gâtinais, Arville, Château-Landon, Chenou, Gironville és Maisoncelles-en-Gâtinais községekkel határos.

## Népesség
A település népességének változása:
| Lakosok száma | 362  | 353  | 349  | 337  | 329  | 329  | 327  | 325  | 330  |
|               | 2013 | 2015 | 2016 | 2017 | 2018 | 2019 | 2020 | 2021 | 2022 |